# 弗莱彻·汤普森
斯坦迪什·弗莱彻·汤普森（英語：Standish Fletcher Thompson，1925年2月5日—2022年9月13日），美国共和党政治人物。曾任美国众议院议员。

## 生平
1925年2月5日生于乔治亚州富尔顿县科利奇帕克。毕业于乔治亚州东点罗素高级中学。1943年进入美国陆军服役。他在第90步兵师完成了基础训练，之后被送到德克萨斯州威奇托福尔斯参加飞行学员训练计划。服役期间，他曾获得数枚服役星章以及亚洲-太平洋战役奖章。1945年第二次世界大战结束后，他就读于亚特兰大埃默里大學，1949年毕业。朝鲜战争期间，他被重新征召入美国空军，担任军事飞行员。
1953年战争结束后，他从韩国回到美国，1957年毕业于伍德罗威尔逊法学院，获法学学士学位。随后，他开始从事律师工作。1965年至1967年，担任乔治亚州参议院议员。1966年参选美国众议院议员，并成功当选。1972年参选美国参议院议员，但输给了山姆·纳恩。
随后，他回到亚特兰大律师事务所工作。2022年9月13日逝世。